# (39641) Pézy
(39641) 1995 KM1 est un astéroïde de la ceinture principale découvert en 1995.

## Description
(39641) 1995 KM1 a été découvert le 29 mai 1995 à l'observatoire astronomique Santa Lucia de Stroncone, dans la ville de Stroncone, en Italie, par Antonio Vagnozzi.

### Caractéristiques orbitales
L'orbite de cet astéroïde est caractérisée par un demi-grand axe de 2,30 ua, un périhélie de 1,79 ua, une excentricité de 0,22 et une inclinaison de 4,00° par rapport à l'écliptique. Du fait de ces caractéristiques, à savoir un demi-grand axe compris entre 2 et 3,2 ua et un périhélie supérieur à 1,666 ua, il est classé, selon la JPL Small-Body Database, comme objet de la ceinture principale.

### Caractéristiques physiques
(39641) 1995 KM1 a une magnitude absolue (H) de 15,3 et un albédo estimé à 0,067.